# لين هاتشيسون
لين هاتشيسون (بالإنجليزية: Lynne Hutchison) هي لاعبة جمباز إيقاعي بريطانية، ولدت في 10 نوفمبر 1994 في طوكيو في اليابان.

## وصلات خارجية
- لين هاتشيسون على موقع الاتحاد الدولي للجمباز (biography) (الإنجليزية)
- لين هاتشيسون على موقع اللجنة الأولمبية الدولية (الإنجليزية)
- لين هاتشيسون على موقع أوليمبيديا (الإنجليزية)
- لين هاتشيسون على موقع اللجنة الأولمبية البريطانية (الإنجليزية)
- لين هاتشيسون على موقع اتحاد ألعاب الكومنولث (مؤرشف) (الإنجليزية)